# Морган: Подходящий случай для терапии
«Морган: Подходящий случай для терапии» (англ. Morgan: A Suitable Case for Treatment) — кинофильм режиссёра Карела Рейша, вышедший на экраны в 1966 году.

## Сюжет
Эксцентричный Морган Делт — начинающий художник, выросший в пролетарской семье. Его жизнь складывается не слишком удачно: он совсем перестал рисовать и всё больше погружается в мир фантазий, представляя окружающих теми или иными дикими животными и обрушивая на них потоки революционной риторики. Это даже приводит его в кабинет психиатра, признавшего его «подходящим случаем для терапии». Единственный человек, способный оценить юмор Моргана, — это его жена Леони, занимающая гораздо более высокое место на социальной лестнице. Но и она, смертельно устав от его бесконечных выходок, решает развестись с ним и выйти замуж за успешного Чарльза Нейпира. Морган не намерен так просто сдаваться и желает во что бы то ни стало вернуть Леони...

## В ролях
- Дэвид Уорнер — Морган Делт
- Ванесса Редгрейв — Леони Делт
- Роберт Стивенс — Чарльз Нейпир
- Айрин Хэндл — миссис Делт
- Бернард Бресслау — полицейский
- Артур Маллард — Уолли

## Награды и номинации
- 1966 — приз лучшей актрисе (Ванесса Редгрейв) на Каннском кинофестивале.
- 1966 — специальный приз кинофестиваля в Локарно (Карел Рейш).
- 1967 — две номинации на премию «Оскар»: лучшая женская роль (Ванесса Редгрейв), лучшие костюмы в чёрно-белом фильме (Джослин Риккардс).
- 1967 — две премии BAFTA за лучший британский сценарий (Дэвид Мерсер) и за лучший монтаж в британском фильме (Том Пристли), а также 4 номинации: лучший фильм, лучший британский фильм (обе — Карел Рейш), лучший британский актёр (Дэвид Уорнер), лучшая британская актриса (Ванесса Редгрейв).
- 1967 — две номинации на премию «Золотой глобус»: лучший англоязычный зарубежный фильм, лучшая женская роль — комедия или мюзикл (Ванесса Редгрейв).